# Smolná kniha

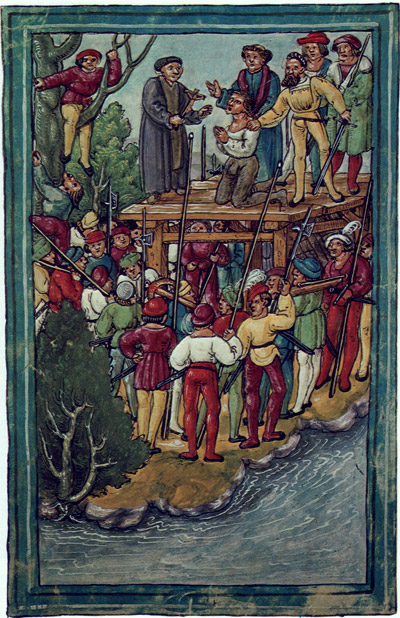
Vyobrazení popravy v městské kronice v Lucernu (1513)

Smolná kniha, též černá kniha, popravčí kniha nebo krevní kniha (lat. acta negra maleficorum, něm. Achtbuch, Blutbuch, Urgichtenbuch) je historický termín pro soudní knihu, která byla vedena u (zpravidla městského) soudu vybaveného hrdelní pravomocí. Obsahuje záznamy výpovědí osob podezřelých z hrdelních zločinů učiněných dobrovolně nebo při výkonu práva útrpného a záznam o provedené exekuci.
Smolné knihy se jako specifické městské knihy sporného soudnictví objevily v období raného novověku, nejstarší dochované smolné knihy pocházejí z první čtvrtiny 16. století. S jejich vedením se končilo za vlády Marie Terezie ve třetí čtvrtině 18. století. Existují i starší středověké knihy, které obsahují obdobné zápisy, ovšem tyto záznamy jsou rozptýlené v pamětních knihách se smíšeným obsahem a nejsou souvisle vedeny v jedné knize.
Zápisy v 16. a na počátku 17. století bývají stručnější. Záznam byl obvykle nadepsán jménem obviněného a obsahoval popis přečinu, kterého se dopustil, jeho výpovědi v mučírně, před mučením na mučidlech a po sejmutí z mučidel, dále případné výpovědi svědků. Na konci byl uveden způsob a datum popravy. Ve smolných knihách vedených od poloviny 17. a v 18. století zápisy obsahují i další informace, jako např. opisy korespondence s královským apelačním soudem v Praze, který od konce 17. století schvaloval na území Čech rozsudky smrti, nebo jsou zde uvedeny účty za vykonání popravy.
Ukázka zápisu ze smolné knihy:
Matouš Krušina z Roštína
Léta Páně 1582, v pondělí před památkou ochtáb Narození Pána Krista, (31. prosince) jakž jest tenž Matouš Krušina z Roštína, předně předstoupíc přikázání boží z svý vůle nenáležitú, Janka Holobrádka zrádně udeříc, k čemuž se sám dobrovolně přiznal, zamordoval a skutek hanebný udělal. Opatrný pan starosta a páni Hradišťané i lovci, právo ctný hradu Buchlova, nález tento podli skutku vykonání mordu hanebnýho činí, aby povinen byl tenž Matouš Krušinů nahořepsaný, pro takový hanebný skutek skrze mistra popravního pod meč hlavú dání trestán. Stalo se ut supra (lat. svrchupsáno).
V přeneseném slova smyslu se dnes označení černá kniha používá pro shromáždění negativních příkladů nějakého jevu z pohledu autora či vydavatele, které jsou zveřejněny v knize, jako např. publikace Černá kniha komunismu.